# Damian Kallabis
Damian Kallabis (Gliwice, 10 giugno 1973) è un ex siepista tedesco.

## Palmarès

### Europei
- 1 medaglia:
  - 1 oro (Budapest 1998 nei 3000 m siepi)

### Coppa del mondo
- 1 medaglia:
  - 1 oro (Johannesburg 1998 nei 3000 m siepi)

## Altre competizioni internazionali
1999
- Coppa Europa di atletica leggera ( Parigi)

2002
- Coppa Europa di atletica leggera ( Annecy)